# Van de wachters
Van de wachters is de laatste roman en publicatie van Willem Bijsterbosch. Het boek werd in 1997 gepubliceerd en speelt zich af in de homosubcultuur van de jaren '90. Het boek werd – ondanks het in de jaren '90 nog controversiële onderwerp – overwegend positief ontvangen. 

## Inhoud
Het boek focust op de vriendengroep van Ronald Hermelijn, die bevriend is met Krat Bozevang en zijn levenspartner heeft gevonden in Addi Tasso. Ronald die ziek is en vermoedt snel te sterven. Hij vertelt Addi dat hij zelf een eind aan zijn leven wil maken voor dat de ziekte dat doet en verdwijnt. Addi, verpleegkunde die werkt met een groep oudere mannen die de Oude Jongens wordt genoemd, probeert Ronald te vinden, een onmogelijk taak. Krat helpt hem hierbij, hoewel hij ook zijn eigen sores heeft; zijn vriendin Frida, in het boek aangeduid als Frietje, heeft hem verlaten voor een lesbische kunstenares.
Tijdens Addi's zoektocht sterven een voor een de Oude Jongens. Hij vindt Ronald niet, hoewel hij zijn zus Nanda en verschillende mannen binnen de homocultuur van die tijd langs gaat, allemaal bekenden van hem en Ronald. Hierdoor vergeleek recensent Rob Schouten het boek wel met een documentaire, vooral een atmosferische tekening van een subcultuur en veel minder leunend op een plot. Van  de wachters fungeert hierdoor ook als raamvertelling, om de verhalen van enkele (homoseksuele) romances te etaleren. Het boek eindigt met de dood van Ronald. Hij wordt door een wederzijdse bekende naar het verpleeghuis gebracht waar de Ouder Jongens wonen en sterft hier al snel aan een middel dat hij heeft ingenomen.

## Etymologie
Het boek draagt de titel Van de wachters. De wachters in dit verband zijn Addi, die wacht op Ronald, en Krat die wacht tot zijn vriendin Frietje terug komt. Aan het eind van het boek wachten zij beiden niet langer; Addi heeft afscheid van Ronald kunnen nemen en weet dat hij gestorven is. Krat neemt op een andere manier afscheid van Frietje. Hij besluit niet langer een relatie met haar na te streven. 
Toch zijn Addi en Krat niet de enige wachters in het boek. De flaptekst van Van de wachters merkt ook de Oude Jongens aan als wachters. De tekst verduidelijkt: Maar het is niet meer de liefde waarop zij wachten. Zij zijn nog slechts in afwachting van de dood.

## Dubbelzinnigheid
Hoewel het boek in de presentatie van homoseksualiteit weinig aan de verbeelding overlaat, is het op andere punten zeer dubbelzinnig. Zo is de locatie waarop het boek zich afspeelt onduidelijk. De verschillende pleisterplaatsen en werklocaties waar het boek zich afspeelt zijn expliciet beschreven, maar de stad waarbinnen het verhaal zich afspeelt kan elke willekeurige stad in Nederland zijn, daar de naam nooit gegeven wordt. Zo gaf Wim Vogel in zijn recensie te kennen dat hij zonder al te veel moeite Rotterdam in de stad herkende.
Een soortgelijke vage omschrijving wordt gebruikt voor de ziekte van Ronald. Door de situering – homosubcultuur, jaren '90 – verwachten de meeste lezers al snel dat het gaat om Aids. Toch wordt dit in het gehele boek nooit expliciet gemaakt.

## Ontvangst
Van de wachters werd overwegend positief ontvangen. Zo meende Rob Schouten: Hij [Bijsterbosch] schrijft gewoon onvervaard over een wereld die verder in de Nederlandse literatuur niet erg aan bod komt. Coen Peppelenbos stelde: Het nieuwe boek van Bijsterbosch voegt weer een klein hoofdstukje toe aan de homoliteratuur en als lezer kun je daar alleen maar gelukkig mee zijn. Hoe een weinig omvangrijk oeuvre toch groots kan zijn. In de Leidsche Krant omschreef Wim Vogel Bijsterbosch als een fijnschrijver.
Ondanks deze eerste positieve ontvangst, werd in 2016 door dezelfde Coen Peppelenbos wel aangegeven dat Bijsterbosch intussen al in de vergetelheid was geraakt, iets wat hij toen als onterecht aanmerkte, maar waarschijnlijk te wijten viel aan zijn open bespreking van homoseksualiteit.